# Ciało i dusza (film 1931)
Ciało i dusza – amerykański dramat z 1931 roku w reżyserii Alfreda Santella.

## Treść
W czasie I wojny światowej 2 piloci  Mal i Tap podejrzewają, że ich kolega Jim zdradza swoją żonę.

## Obsada
- Charles Farrell – Mal Andrews
- Elissa Landi – Carla
- Humphrey Bogart – Jim Watson
- Myrna Loy - Alice Lester ("Pom Pom")
- Don Dillaway - Tap Johnson
- Crauford Kent - major Burke
- Pat Somerset - major Knowls
- Ian MacLaren - generał Trafford-Jones
- David Cavendish - porucznik  Meggs (Dennis D'Auburn)